# Amazing Stories
Amazing Stories – pierwsze w historii pismo poświęcone fantastyce naukowej, założone w Nowym Jorku przez Hugo Gernsbacka. Pierwszy numer ukazał się w kwietniu 1926.
Pismo zaliczało się do tzw. „pulp magazines”, których nazwa pochodziła od marnej jakości papieru, na którym były drukowane. Amazing Stories nieco różniło się od typowych pulp – miało rozmiary ok. 220×280 mm, przycięte strony i wyższą cenę. Ukazywało się do czasów współczesnych, wydawane przez licznych wydawców i pod różnymi wariantami podstawowego tytułu.

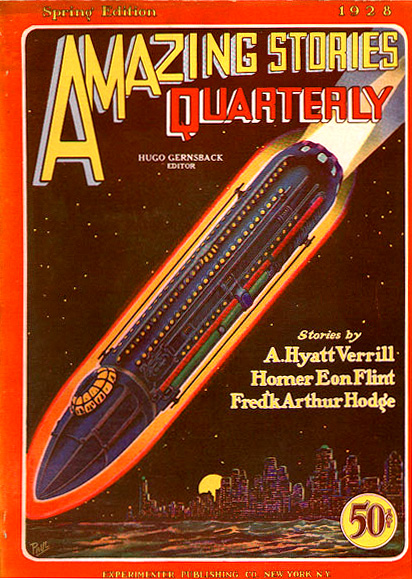
Okładka magazynu „Amazing Stories Quarterly” z 1928 roku (dodatek do „Amazing Stories”).

Po Gernsbacku najbardziej znanymi wydawcami byli: T. O’Conor Sloane (1929-1938), Raymond A. Palmer (1939-1949) i Cele Goldsmith Lalli (1955-1965). Sloane wydał pierwsze utwory takich autorów, jak: Jack Williamson, John W. Campbell Jr., Clifford D. Simak, czy E.E. Smith. Dzięki Palmerowi zadebiutował Isaac Asimov – jego utwór, Marooned Off Vesta, został wydany w 1939 r. Goldsmith zaś propagował Nową Falę w s-f, publikując utwory takich pisarzy, jak: Thomas M. Disch, Ursula K. Le Guin, Keith Laumer, Sonya Dorman, Roger Zelazny, Fritz Leiber i J.G. Ballard. Przez krótki czas, w latach 1967–1968 redaktorem był Harry Harrison.
Ostatni numer ukazał się w kwietniu 2005.
Okładki wielu początkowych zeszytów zaprojektował Frank R. Paul.

## Zawartość pierwszego numeru
- Off on a Comet or Hector Servadac – Jules Verne
- The New Accelerator – H.G. Wells
- The Man from the Atom – G. Peyton Wertenbaker
- The Thing From „Outside” – George Allan England
- The Man Who Saved the Earth – Austin Hall
- The Facts in the Case of M. Valdemar – Edgar Allan Poe